# کارولین فلچر
کارولین فلچر (انگلیسی: Caroline Fletcher; ۲۲ نوامبر ۱۹۰۶ – ۳ آوریل ۱۹۹۸) شیرجه‌رو اهل ایالات متحده آمریکا بود.